# Villa Skeppet
Villa Skeppet är en kulturhistoriskt viktig byggnad i Ekenäs, Raseborgs stad, Finland. Byggnaden, som stod färdig 1970, ritades av den finländske arkitekten Alvar Aalto. Villan ritades som bostad åt författaren Göran Schildt och hans fru Christine Schildt. Huset är det minsta och sista privata hem som Aalto ritade.
I dag ägs Villa Skeppet av Christine och Göran Schildts stiftelse och från början av december 2020 är villan öppen för besökare.

## Bilder

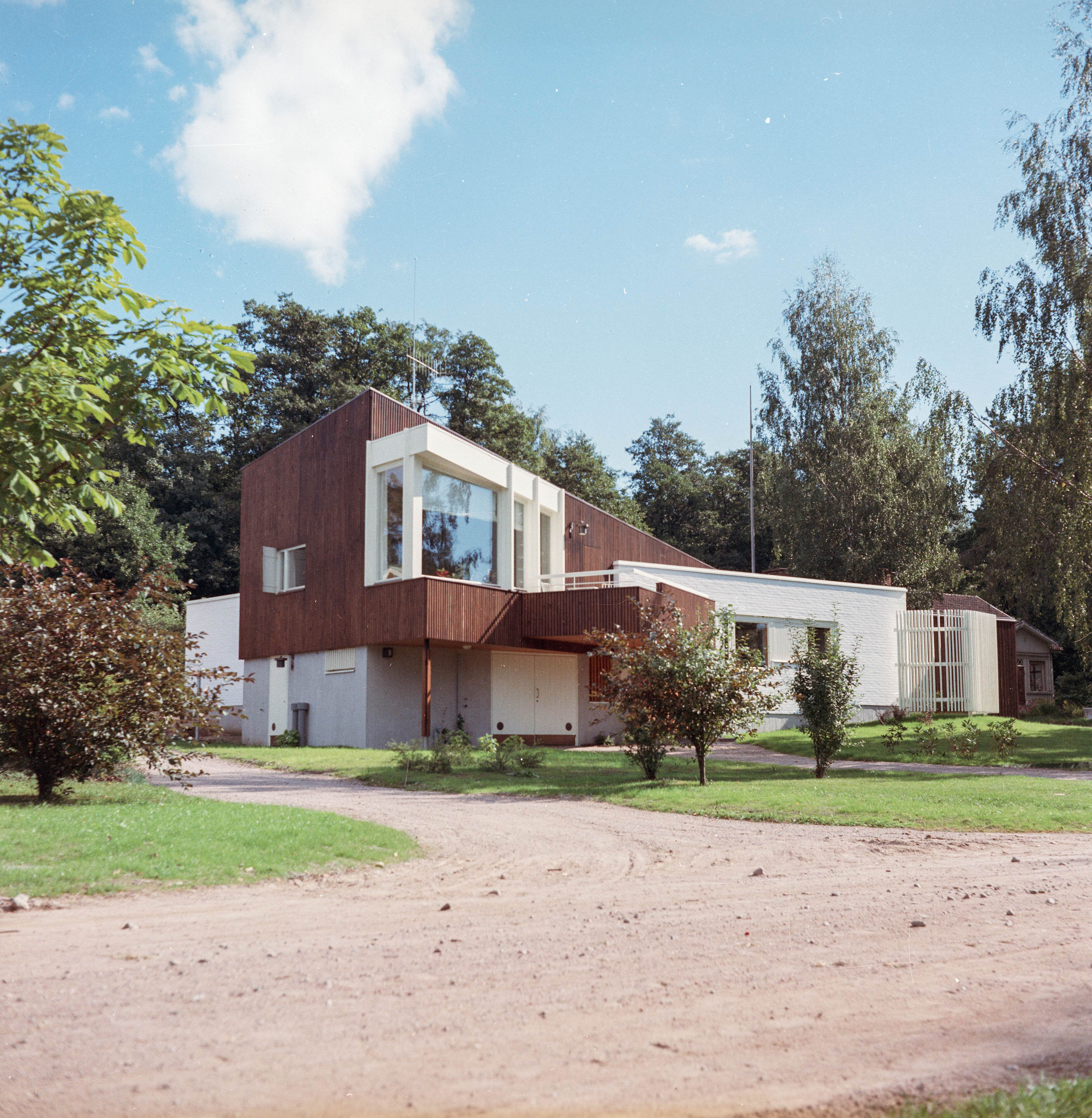
Framgården
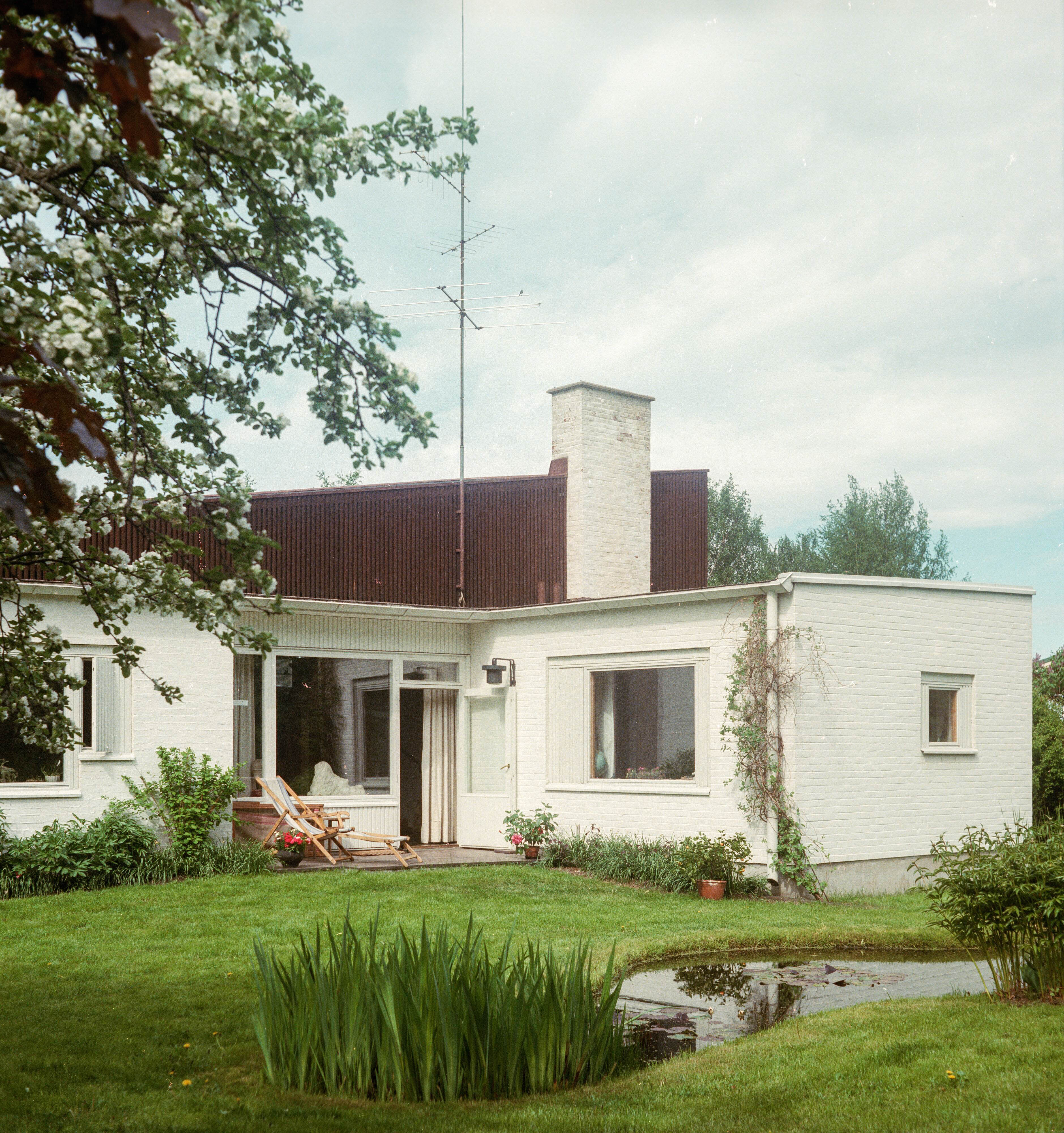
Bakgården
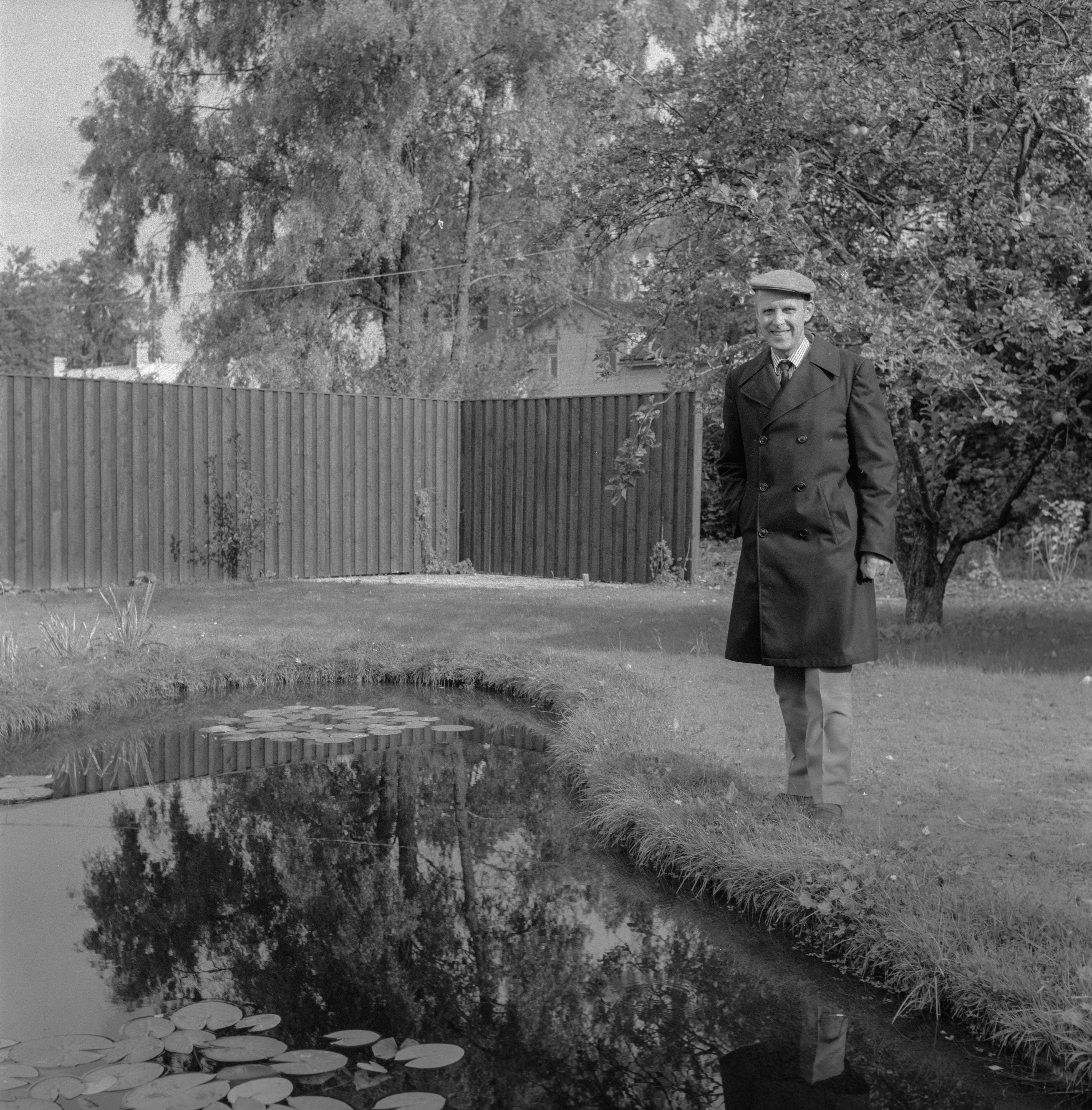
Bakgården och Göran Schildt
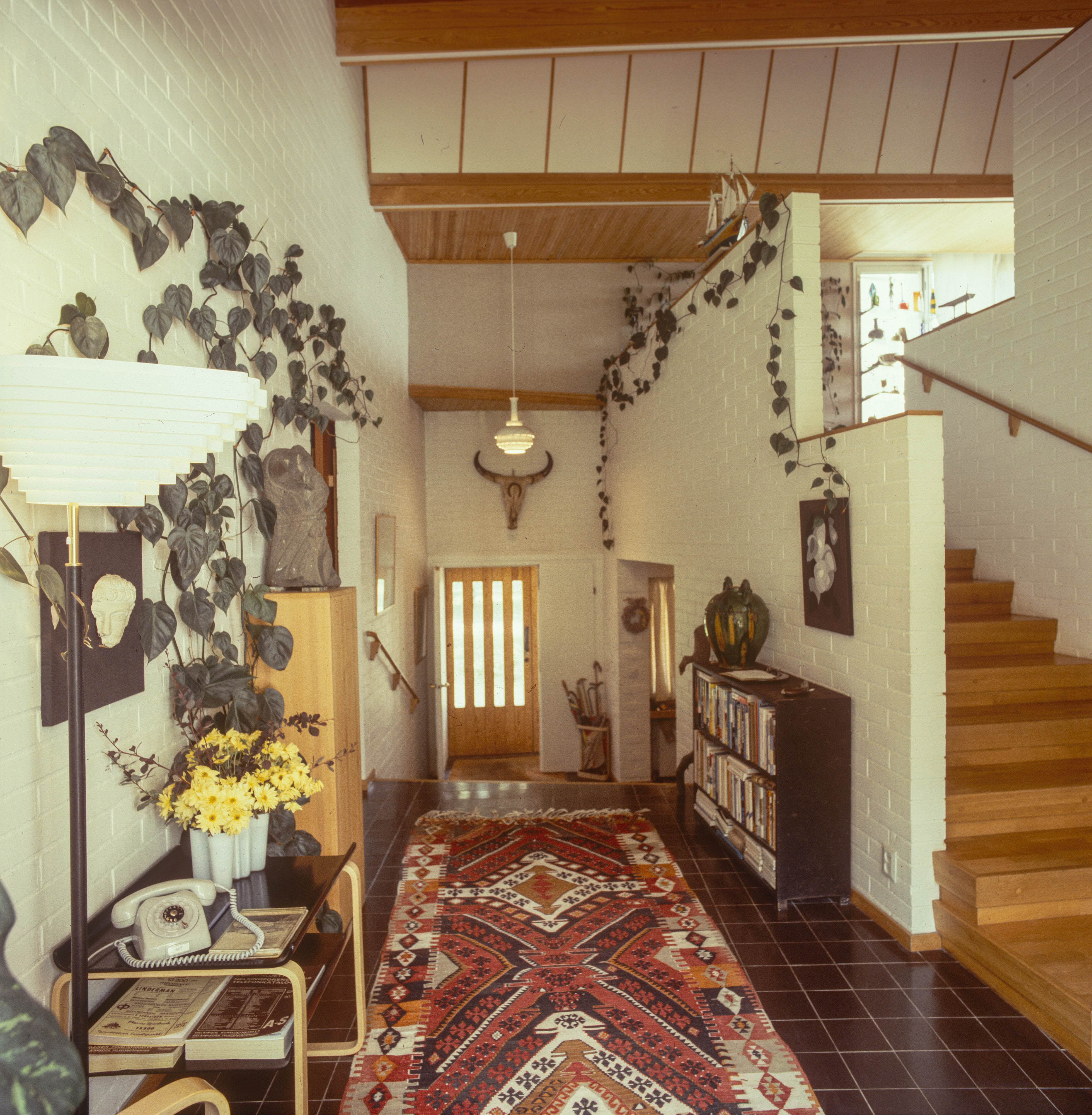
Interiör från Villa Skeppet